# Avitus (empereur romain)
Pour les articles homonymes, voir Avitus.
Avitus ou Avit en latin : Eparchius Avitus Augustus ; v. 395-456) est un noble arverne qui fut empereur romain d'Occident du 9 juillet 455 au 17 octobre 456.

## Biographie
Avitus conclut une paix avec les Wisigoths et aide à la coalition autour d'Ætius contre Attila. Il est apprécié du roi Théodoric Ier, lui ayant d'abord rendu visite à sa cour en 425 ou 426. Après cela, il s'implique dans l'éducation de Théodoric II (fils de Théodoric). Avitus mène également une carrière militaire au service d'Ætius dans les campagnes des années 430, 431 et 436. Après une carrière réussie, Avitus est promu magister militum per Gallias en 437 et aide à lever le siège de Narbo (Narbonne) par Théoderic. En 439, il devient præfectus prætorio Galliarum, et au cours du mandat de 439 il négocie le traité de paix avec Théodoric. Il se retire ensuite dans ses domaines. Avec son activité prolongée en Gaule et ses contacts personnels avec Théodoric, en 451, il est l'homme idéal pour la tâche à accomplir : une alliance avec les Wisigoths contre les Huns.
Établi maître de la milice (magister militum) par l'empereur Pétrone Maxime, il est envoyé en mission diplomatique auprès de son ancien élève, Théodoric II, roi des Wisigoths, et se trouve à Toulouse lorsque Genséric envahit Rome, mettant fin au règne de Pétrone Maxime. Théodoric profite de l'occasion pour lui proposer la pourpre qu'il accepte après l'accord d'une réunion de sénateurs gallo-romains à Ugernum. Le 9 juillet 455, à Arles, il est proclamé empereur. Il va alors en Pannonie pour conclure un traité avec les Ostrogoths dans lequel ces derniers s'engagent à protéger les frontières nord de l'Empire. Il entre à Rome en septembre. Reconnu par Marcien, empereur d'Orient, il revêt la trabée consulaire le 1er janvier 456. Il nomme le Wisigoth Remistus magister militum.
En raison de ses origines gauloises, il n'est pas réellement reconnu comme empereur par les Romains d’Italie et, après l'échec de sa campagne contre les Vandales et le blocus de Rome, sa situation devient difficile. Les difficultés financières l'amènent à renvoyer ses gardes du corps goths ; pour payer leur départ, il doit même faire fondre des statues de bronze pour frapper de la monnaie. Ricimer, qui l'a amené au pouvoir, associé à Majorien, profite de ces difficultés pour fomenter un coup d'État et réussit à s'emparer de Ravenne.
Avitus parvient à se réfugier à Arles. Ses appels à l'aide à Théodoric ne reçoivent aucune réponse, celui-ci étant en Espagne à affronter les Suèves. Il rassemble les forces qu'il parvient à réunir et retourne en Italie. Il est défait à la bataille de Plaisance. Capturé, il est épargné et autorisé à devenir évêque de Plaisance, le 17 ou 18 octobre 456. Craignant toujours pour sa vie, il cherche refuge en Gaule mais périt en route la même année. La tradition rapporte qu'il aurait été enterré à Brioude, au pied de l'autel consacré à saint Julien.
Sa fille, Papianelle, a épousé Sidoine Apollinaire, issu d'une famille sénatoriale du Lyonnais, qui a été préfet de Rome sous Anthémius et plus tard évêque d'Auvergne. Les poèmes et lettres de ce dernier sont les principales sources sur le règne d'Avitus.
Le fils d'Avitus, Ecdicius, devient une personnalité politique en Gaule — préfet des Gaules — et en Italie plusieurs décennies plus tard.
Sa propriété en Auvergne comprenant un lac, des terres et demeures se situe sur l'actuelle commune d'Aydat[source insuffisante].